# Your Disco Needs You
"Your Disco Needs You" é uma canção gravada pela cantora australiana Kylie Minogue para Light Years (2000), seu sétimo álbum de estúdio. Teve sua letra escrita pela própria juntamente com Robbie Williams e Guy Chambers, com este último ficando encarregue da produção e arranjos com o auxílio de Steve Power. A faixa foi lançada na Alemanha e Austrália através das gravadoras Parlophone e Mushroom como o quinto single do álbum em 5 de fevereiro de 2001. Musicalmente, é uma canção disco-pop influenciada pelo som de Village People e Gloria Gaynor que apresenta um coro masculino e uma orquestra de metais em sua composição.
Em geral, a obra foi bem recebida pela crítica especialista em música, que a chamou de "épica" e notou o seu apelo LGBT.  A nível comercial, "Your Disco Needs You" alcançou um sucesso moderado, alcançando as quarenta melhores posições da tabela musical de canções da Alemanha e as vinte melhores na da Austrália. Embora não tenha recebido um lançamento oficial no Reino Unido, o tema conseguiu alcançar um máximo de número 152 na parada de canções devido a vendas importadas.
O videoclipe promocional para "Your Disco Needs You" foi dirigido por Todd Cole e lançado apenas nas televisões da Austrália e Alemanha. Ele presta homenagem ao ambiente das discotecas ao longo da década de 1970, apresentando uma série de clones de Minogue usando uma variedade de trajes. Para promover o single, a artista cantou-o no programa de televisão Wetten, dass..? na Alemanha e, posteriormente, interpretou-o em várias de suas turnês, sendo pela última vez na Summer 2019. Em 2006, "Your Disco Needs You" recebeu uma regravação pelo cantor Randy Jones.

## Antecedentes e lançamento

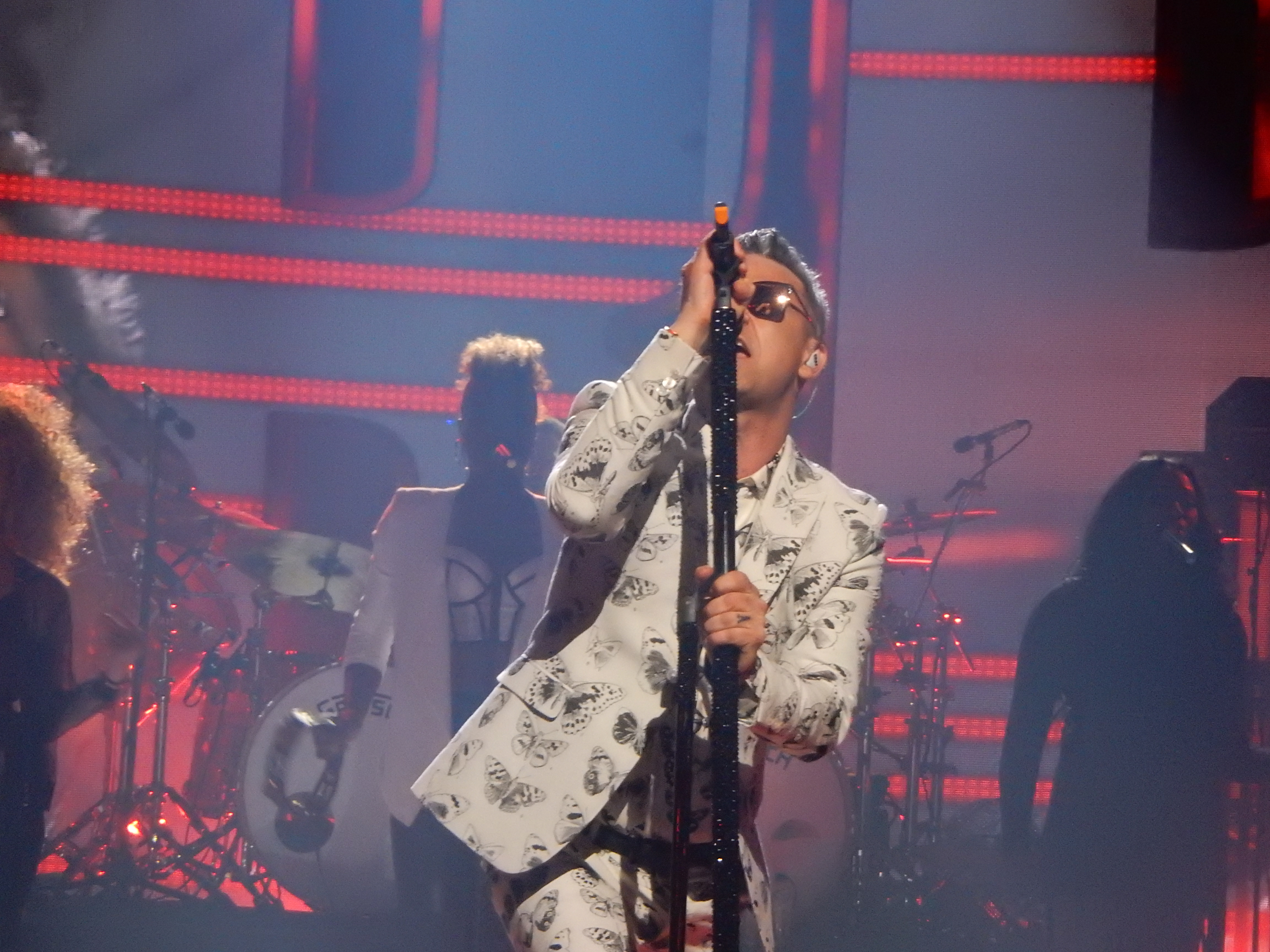
"Your Disco Needs You" foi co-escrita pelo cantor britânico Robbie Williams

"Your Disco Needs You" foi escrita por Minogue juntamente com o cantor britânico Robbie Williams e seu colaborador Guy Chambers. De acordo com Minogue, ela não estava presente nas sessões iniciais de composição "mas, aparentemente, eles tinham esse coral masculino, criando possivelmente o material mais alegre que já fizeram. Robbie e Guy são uma força absoluta [quando se trata] de composição e não se retêm. Eles fizeram tudo isso. Eles foram os que realmente conceberam essa música." O título da canção foi sugerido por Williams, e à respeito disso, a cantora comentou: "Eu gostaria de ter inventado o título. 'Your Disco Needs You'. É brilhante!"
Inicialmente cogitada para ser o primeiro single de Light Years, a canção teve um lançamento limitado apenas na Alemanha e Austrália, com só dez mil cópias sendo emitidas no último país. A falta de um lançamento comercial oficial no Reino Unido causou controvérsia entre os fãs da região. Um grupo de fãs ameaçou protestar pacificamente na frente dos escritórios da gravadora Parlophone numa tentativa de conseguir um lançamento para o tema no país. O porta-voz de Minogue tentou apaziguar a situação, explicando que a decisão de não lançar o single naquele país havia partido da própria intérprete e não de sua gravadora. Não obstante, a canção acabou não sendo lançada comercialmente no Reino Unido, tendo "Please Stay" sido divulgada em seu lugar.

## Estrutura musical e conteúdo
"Your Disco Needs You" é uma canção do gênero disco-pop de andamento acelerado definida no compasso de tempo comum com uma dança que se desenvolve no metrônomo de 138 batidas por minuto, um coro masculino e uma orquestra de metais. Foi descrita como um "hino camp" e possui influências da banda Village People e da cantora Gloria Gaynor. Na faixa, Minogue canta versos como "vamos dançar através de todos os nossos medos / a guerra acabou por um tempo". No meio da canção, ela fala algumas frases em francês. A faixa foi também descrita pela BBC News como "Abba e os Pet Shop Boys se divertindo no clube gay mais quente da cidade." Segundo Harald Peters, do jornal alemão Berliner Zeitung, na música "ela faz um discurso ardente. Supondo que o prazer de dançar no sentido da Revolução Francesa represente liberdade, igualdade e fraternidade, ela pede aos ouvintes em francês: 'Você nunca está sozinho! / Você sabe o que fazer! / Não abandone seu povo / Sua discoteca precisa de você!'" A revista britânica NME considerou a obra uma "imitação óbvia" de "Go West", canção do duo Pet Shop Boys, opinião partilhada por Charlotte White, da página Unistudent.com, que afirmou ainda que esta última a fazia lembrar trabalhos de Village People. Michael Dwyer, do The Age, também concordou, achando que "Your Disco Needs You" era uma música do Village People "falsificada". Escrevendo para o Herald Sun, Cameron Adams, disse que a faixa era uma mistura de "Y.M.C.A." com "Bohemian Rhapsody".

## Análise da crítica

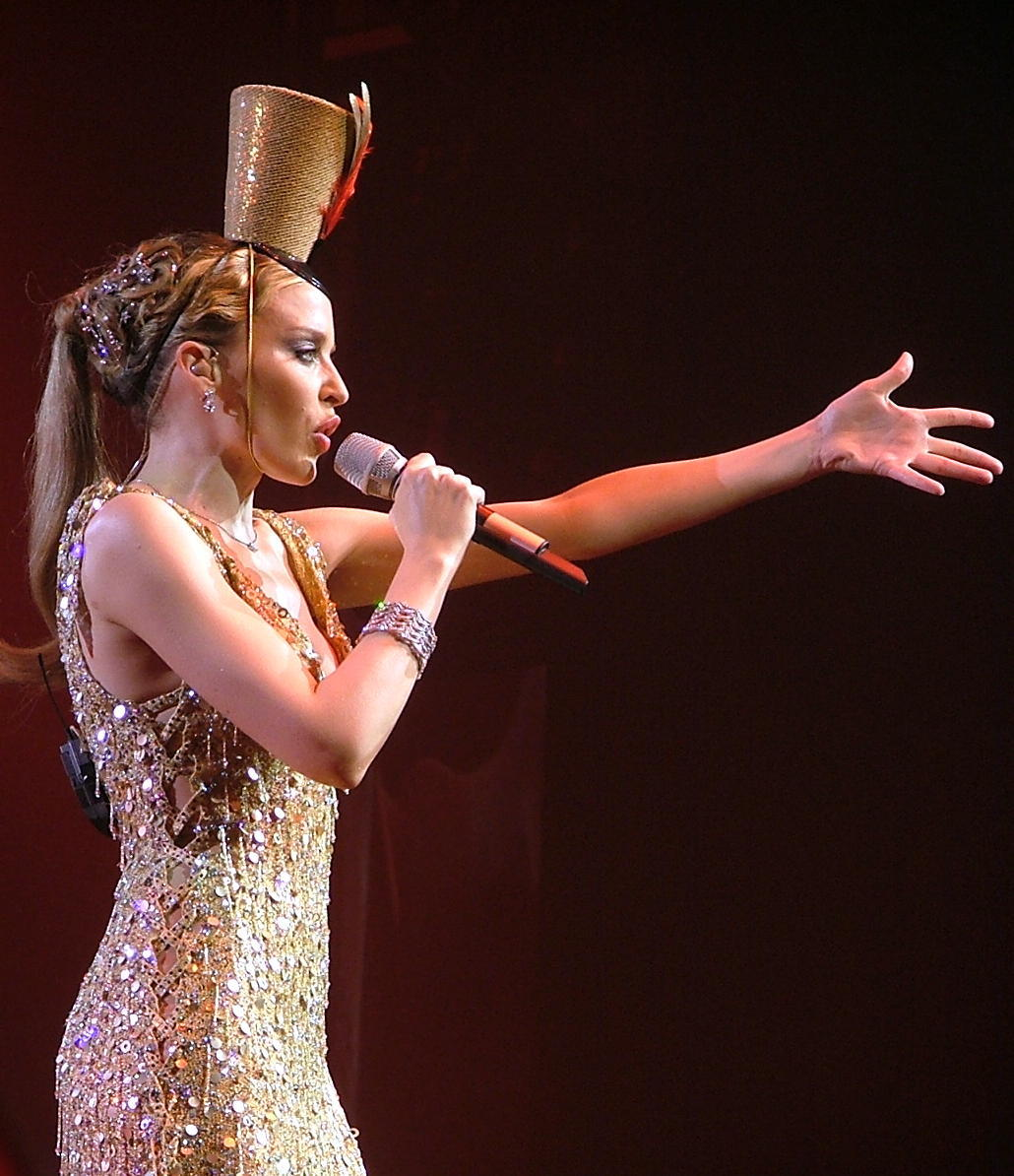
Minogue cantando "Your Disco Needs You" na Showgirl: The Greatest Hits Tour em 2005

"Your Disco Needs You" foi recebida com aclamação por críticos musicais. Enquanto analisava Light Years para o portal AllMusic, Chris True viu a faixa como um destaque, afirmando que a canção "é provavelmente uma das melhores músicas dance dos anos 90." Também escrevendo para o AllMusic, Heather Hares elogiou o apelo dançante e os remixes, enquanto Bradley Torreano comentou que canções como "Your Disco Needs You" são "verdadeiramente divertidas e emocionantes que podem não ser triunfantes a nível de conteúdo lírico, mas esse fato é de pouca importância no gênero [disco]." Betty Clarke, do jornal The Guardian, escreveu que "ainda mais divertida é Your Disco Needs You, uma convocação da qual o Village People se orgulharia. Minogue tem a língua firmemente na bochecha para esta épica [canção] disco camp que sem dúvida se tornará a trilha sonora obrigatória para todas as festas de Natal".
Muri Assunção, escrevendo para a revista Billboard, disse que "Your Disco Needs You" "pode ser, de fato, a música mais homossexual de Kylie Minogue de todos os tempos. Ou, talvez, a música mais homossexual de todos os tempos." Nick Levine, do Digital Spy, comentou que "se 'Your Disco Needs You' não coloca um sorriso em seu rosto, você precisa de um novo psiquiatra." Charlotte White, do Unistudent.com.au, disse que "você não pode deixar de se envolver com os sentimentos patrióticos dessa música ao ouvi-la. É uma música que é um exemplo clássico da profundidade dos vocais de Kylie Minogue agora." Enquanto analisava o álbum de vídeo Live in Sydney para o The News Letter, Jeff Magill declarou que a canção era um "clássico cult."
O periódico australiano Daily Review descreveu "Your Disco Needs You" como "camp, épica e itinerante." Louis Virtel do NewNowNext listou as cinquenta melhores canções de Minogue e posicionou a faixa na décima-sétima posição, e disse: "Anunciada como o melhor momento de Kylie por muitos, "Your Disco Needs You" é tão severa quanto o tio Sam em sua busca para fazer você se apressar na pista de dança. Ela culmina em uma maravilhosa explosão de zelo pelo fim do mundo, com Kylie mais uma vez se elevando acima da desordem como nossa deusa empunhando bolas de espelhos". Listando as 50 melhores canções da cantora para o jornal australiano Herald Sun, o jornalista Cameron Adams posicionou a faixa no número dezenove em sua lista, declarando que Williams e Chambers cumpriram sua missão de escrever a música mais gay que eles poderiam fazer, e notou como Minogue interpretou a canção "com a língua quase explodindo em sua bochecha".

## Videoclipe
O videoclipe acompanhante para "Your Disco Needs You" foi dirigido por Todd Cole, e lançado apenas nas televisões da Alemanha e Austrália. Foi disponibilizado online através de um fã-site da artista em 20 de fevereiro de 2001. Ele presta homenagem às discotecas da década de 1970, apresentando uma série de clones de Minogue dançando em formação. Ao longo do vídeo, os clones da artista usam uma variedade de trajes, como uma roupa inspirada na bandeira dos Estados Unidos e nas listras do tio Sam, juntamente com uma bengala. Em outra roupa, ela usa um vestido listrado preto e branco com uma boina de couro preta. Um vídeo alternativo foi filmado e lançado no mercado alemão e apresenta imagens do videoclipe juntamente com imagens inéditas de Minogue contra um fundo de balões coloridos, serpentinas douradas e cenas enquanto usava uma camiseta preta e dourada escrito "Your Disco Needs You". Os figurinos com estampa norte-americana e a camiseta preta com o nome da canção estampada foram doados pela própria cantora ao Arts Centre Melbourne, situado em sua cidade natal na Austrália. Anos após seu lançamento, Minogue comentou sobre o vídeo: "Demos um vídeo [para a canção], mas não tinha o apoio da gravadora. Mas ele vive, à sua maneira". Cameron Adams do jornal Herald Sun ironizou a simplicidade do videoclipe, dizendo que seu orçamento havia custado "apenas 42 dólares".

## Apresentações ao vivo

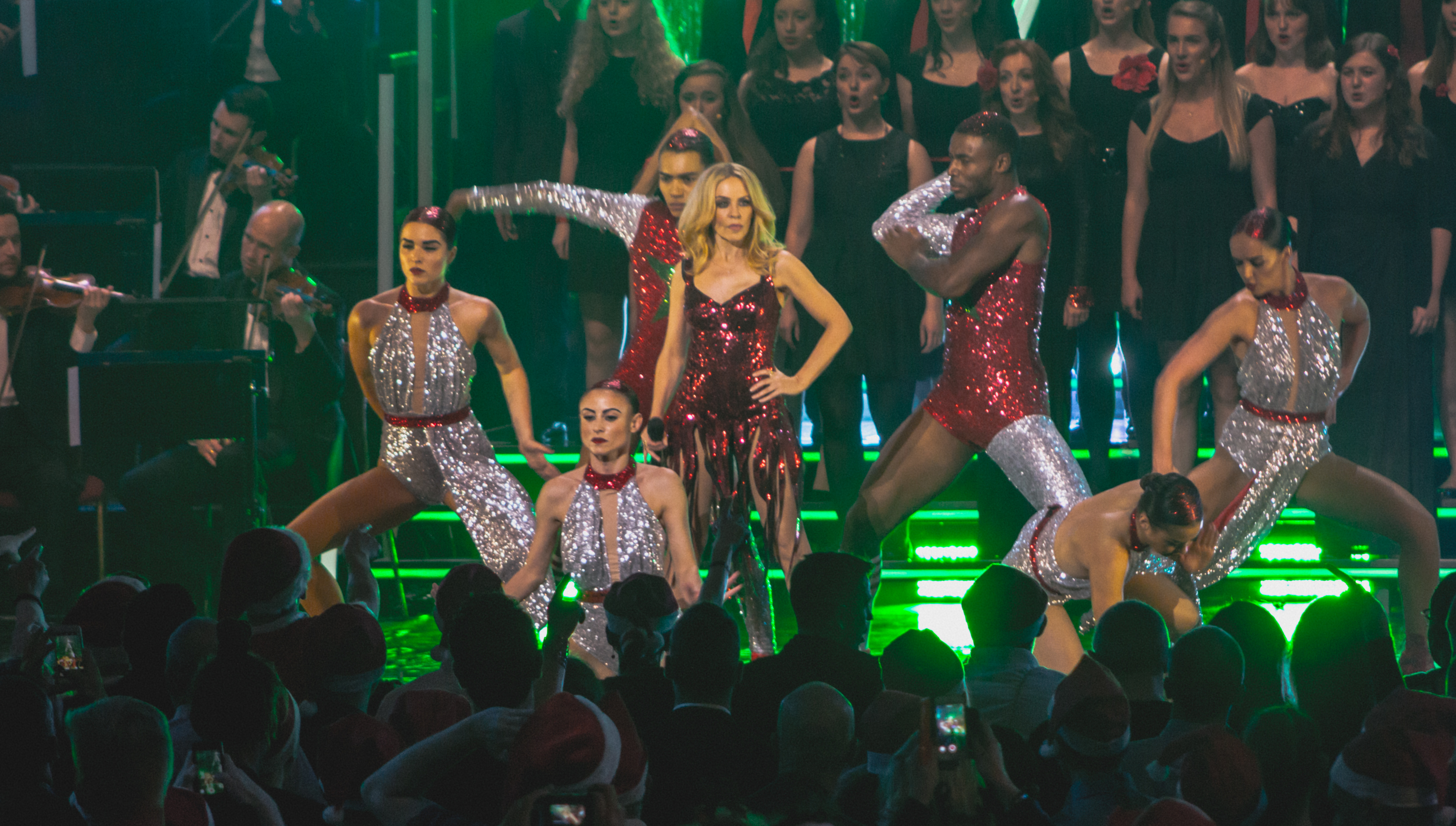
Minogue cantando "Your Disco Needs You" no concerto A Kylie Christmas em 2015

Sobre apresentar "Your Disco Needs You" ao vivo, Minogue declarou que há uma "quantidade de vezes que estou fazendo um show e ela não está no repertório porque, novamente, simplesmente não temos tempo. Eles não me deixam ir embora sem cantá-la, então continuamos prorrogando a hora de terminar o show de novo". Minogue apresentou a faixa pela primeira vez durante seu ato na discoteca Privilege em Ibiza em 12 de julho de 2000, com o jornal The Observer notando as "marchas militares simuladas" na performance. Para promover o lançamento do single na Alemanha, Minogue apresentou "Your Disco Needs You" no programa Wetten, dass..? exibido em 20 de janeiro de 2001. A canção foi incluída na turnê On a Night Like This, feita para promover o álbum Light Years no ano 2001. Genevieve Read do jornal Sunday Tasmanian disse que as "ornamentações de Your Disco Needs You remontam aos dias de John Travolta na década de 1970", enquanto Adrian Thrills do Daily Mail notou que a performance "veio como uma ruidosa pastiche do Village People". Minogue também interpretou a faixa na Showgirl: The Greatest Hits Tour em 2005. Ao final da parte europeia da turnê, Minogue foi diagnosticada com câncer de mama, tendo que cancelar o restante do itinerário desta.
Durante a KylieX2008, a artista cantou "Your Disco Needs You" na seção Black Versus White do concerto, vestida como uma czar, com roupas inspiradas na Revolução Russa. A cantora disse que era seu "momento Freddie Mercury" ao interpretar a música durante a turnê. Dianne Bourne do Manchester Evening News disse que "você sabe que as coisas estão melhorando quando ela veste suas longas botas pretas e excêntricas para um final de alto nível" para a música. A canção foi cantada em shows selecionados da turnê For You, for Me, sua primeira turnê na América do Norte em 2009. A faixa foi interpretada em alguns shows durante a Aphrodite: Les Folies Tour em 2011. "Your Disco Needs You" foi novamente incluída na Kiss Me Once Tour, que ocorreu entre 2014 e 2015. Durante a performance, Minogue vestiu uma roupa preta e prata de duas peças, completa com gola e gravata. Bradley Stern do website Idolator disse que "os dançarinos fabulosamente marcharam e andaram pela passarela, enquanto Kylie soltava aquelas brilhantes notas de ópera no final, o tom perfeito como sempre. Ah-ahhh!". Sobre o falsete feito por Minogue ao final da música, as avaliações foram diferentes. Lewis Corner do Digital Spy comentou que a performance "provou que ela ainda pode alcançar aquele falsete", enquanto Alice Vincent do The Daily Telegraph disse que "Minogue ainda pode falhar o falsete".
Adicionalmente, a música foi cantada na Summer 2015 com a artista vestindo uma roupa escarlate e botas na altura da coxa. Durante sua série de concertos no Royal Albert Hall para promover seu álbum de Natal, Kylie Christmas, em 11 de dezembro de 2015, Minogue cantou a faixa, com Tom de Lisle do Daily Mail chamando a apresentação de "brincalhona", e Shaun Curran do jornal The Independent disse que a performance "aumenta o ritmo e mostra Kylie no seu melhor pop-dance". Na versão do show de 2016, a apresentação teve a participação da cantora Katherine Jenkins enquanto os dançarinos acenavam bandeiras gigantes do arco-íris para o alto. A canção também foi incluída no concerto realizado por Minogue no Grande Prêmio de Singapura em 16 de setembro de 2016. Enquanto divulgava seu décimo quarto álbum de estúdio Golden em 2018, a artista cantou a faixa de improviso na turnê promocional Kylie Presents Golden em 25 de junho de 2018 em Nova Iorque. Durante seu show na Golden Tour em 9 de novembro de 2018 em Paris, França, Minogue apresentou "Your Disco Needs You" durante o bis após pedidos da plateia. Minogue cantou a canção durante a Brighton Pride em 3 de agosto de 2019, e em um show em São Paulo em 7 de março de 2020, ambos como parte da turnê Summer 2019.

## Versãocover
Em 2006, Randy Jones, ex-membro de Village People, gravou uma versão da canção e incluiu-a em seu álbum Ticket to the World.

## Alinhamento de faixas e formatos
- CD single[58]

1. "Your Disco Needs You" (Casino Radio & Club Remix) — 3:39
2. "Your Disco Needs You" — 3:31
3. "Your Disco Needs You" (Almighty Mix) — 8:21
4. "Please Stay" (7th District Club Flava Mix) — 6:32

## Créditos
Créditos adaptados do encarte de Light Years.
- Composição: Kylie Minogue · Guy Chambers · Robbie Williams
- Coral: Andy Caine · Carl Wayne · Clive Griffith · Dan Russell · Jon Savannah · Lance Ellington · Mick Mullins · Pete Howarth · Rick Driscoll · Tony Walthers
- Engenharia acústica: Steve Power
- Instrumentação: G. Chambers (teclado, piano) · Phil Spalding (baixo)
- Mixagem: S. Power
- Produção e arranjos: G. Chambers, S. Power
- Programação: Steve McNichol · Andy Duncan (bateria)
- Vocais (principais, apoio): K. Minogue (principais, apoio) · R. Williams (apoio) · Tracey Ackerman (apoio)

## Desempenho nas tabelas musicais
Apesar de não ter recebido um lançamento oficial no Reino Unido, "Your Disco Needs You" teve um pico de número 152 na tabela UK Singles Chart, baseado em vendas importadas. De acordo com a Official Charts Company, a canção era sua faixa não lançada como single mais popular na região, com cerca de vinte mil downloads e um milhão de streams até abril de 2019. Na Alemanha, onde a faixa foi oficialmente lançada, estreou nas paradas em 5 de fevereiro de 2001 no número 41, e alcançando sua posição mais alta de número 31 em 12 de março, permanecendo por doze semanas na tabela do país ao total. Na Áustria, a canção foi menos bem sucedida, alcançando a posição de número 70 na semana de 4 de fevereiro de 2001. Na Suíça, "Your Disco Needs You" estreou em quinquagésimo-quarto lugar em 4 de fevereiro de 2001; após passar quase dois meses na tabela do país, em 25 de março, o single atingiu seu pico de número 27, e permanecendo na parada por dezessete semanas. Na Austrália, outro país onde a canção teve um lançamento oficial como single, estreou no número vinte em 8 de abril de 2001, e saindo da parada na semana seguinte no número 45.
| Tabela musical (2001)          | Melhor posição |
| ------------------------------ | -------------- |
| Alemanha (Offizielle Top 100)  | 31             |
| Austrália (ARIA Charts)        | 20             |
| Áustria (Ö3 Austria Top 40)    | 70             |
| Reino Unido (UK Singles Chart) | 152            |
| Suíça (Schweizer Hitparade)    | 27             |